# Frugarolo
Frugarolo (Fruareu [fryaˈrœ] in piemontese comune; Fijarö in dialetto locale; Friaró in dialetto alessandrino; Friarö nel dialetto della Fraschetta) è un comune italiano di 1 888 abitanti della provincia di Alessandria, in Piemonte.
Il comune è situato nella pianura alessandrina, sulla destra dell'Orba.

## Monumenti e luoghi d'interesse
- La chiesa parrocchiale di San Felice, di struttura romanica con influssi gotici, con una scalinata di epoca successiva, è stata recentemente ricostruita dopo il crollo del campanile e di parte della chiesa avvenuto nel 1980
- Nella torre duecentesca della tenuta "Torre San Pio V", tra Frugarolo e Casal Cermelli, furono rinvenuti (e poi distaccati) affreschi della fine del Trecento con scene tratte dal ciclo di re Artù, che sono ora conservati nel museo dell'ex ospedale militare di Alessandria

## Società

### Evoluzione demografica
Abitanti censiti

## Amministrazione
Di seguito è presentata una tabella relativa alle amministrazioni che si sono succedute in questo comune.
| Periodo        | Periodo        | Primo cittadino                 | Partito                                  | Carica  | Note  |
| -------------- | -------------- | ------------------------------- | ---------------------------------------- | ------- | ----- |
| 20 giugno 1985 | 22 maggio 1990 | Agostino Gatti                  | Democrazia Cristiana                     | Sindaco | [ 5 ] |
| 22 maggio 1990 | 24 aprile 1995 | Maria Alice Piccardo            | Democrazia Cristiana                     | Sindaco | [ 5 ] |
| 24 aprile 1995 | 14 giugno 1999 | Pietro Lombardi                 | centro                                   | Sindaco | [ 5 ] |
| 14 giugno 1999 | 14 giugno 2004 | Pietro Lombardi                 | lista civica                             | Sindaco | [ 5 ] |
| 14 giugno 2004 | 8 giugno 2009  | Pietro Gazzaniga                | lista civica                             | Sindaco | [ 5 ] |
| 8 giugno 2009  | 25 maggio 2014 | Pietro Gazzaniga                | lista civica                             | Sindaco | [ 5 ] |
| 26 maggio 2014 | 26 maggio 2019 | Martino Giovanni Pio Valdenassi | lista civica Spighe di grano e tricolore | Sindaco | [ 5 ] |
| 26 maggio 2019 | 9 giugno 2024  | Martino Giovanni Pio Valdenassi | lista civica Obiettivo Frugarolo         | Sindaco | [ 5 ] |
| 9 giugno 2024  | in carica      | Martino Giovanni Pio Valdenassi | lista civica Obiettivo Frugarolo         | Sindaco | [ 5 ] |

## Sport

### Calcio
La squadra di calcio di Frugarolo è la A.S.D. Frugarolese che attualmente milita nel campionato di Prima Categoria
Cronistoria
| Categoria | Partecipazioni | Debutto                            | Ultima stagione                    |
| --------- | -------------- | ---------------------------------- | ---------------------------------- |
| Prom.     | 2              | 1987-1988                          | 1988-1989                          |
| 1°Cat.    | 3              | Prima Categoria Piemonte 1986-1987 | Prima Categoria Piemonte 2013-2014 |
| 3°Cat.    | 2              | Terza Categoria Piemonte 2015-2016 | Terza Categoria Piemonte 2016-2017 |

## Galleria d'immagini

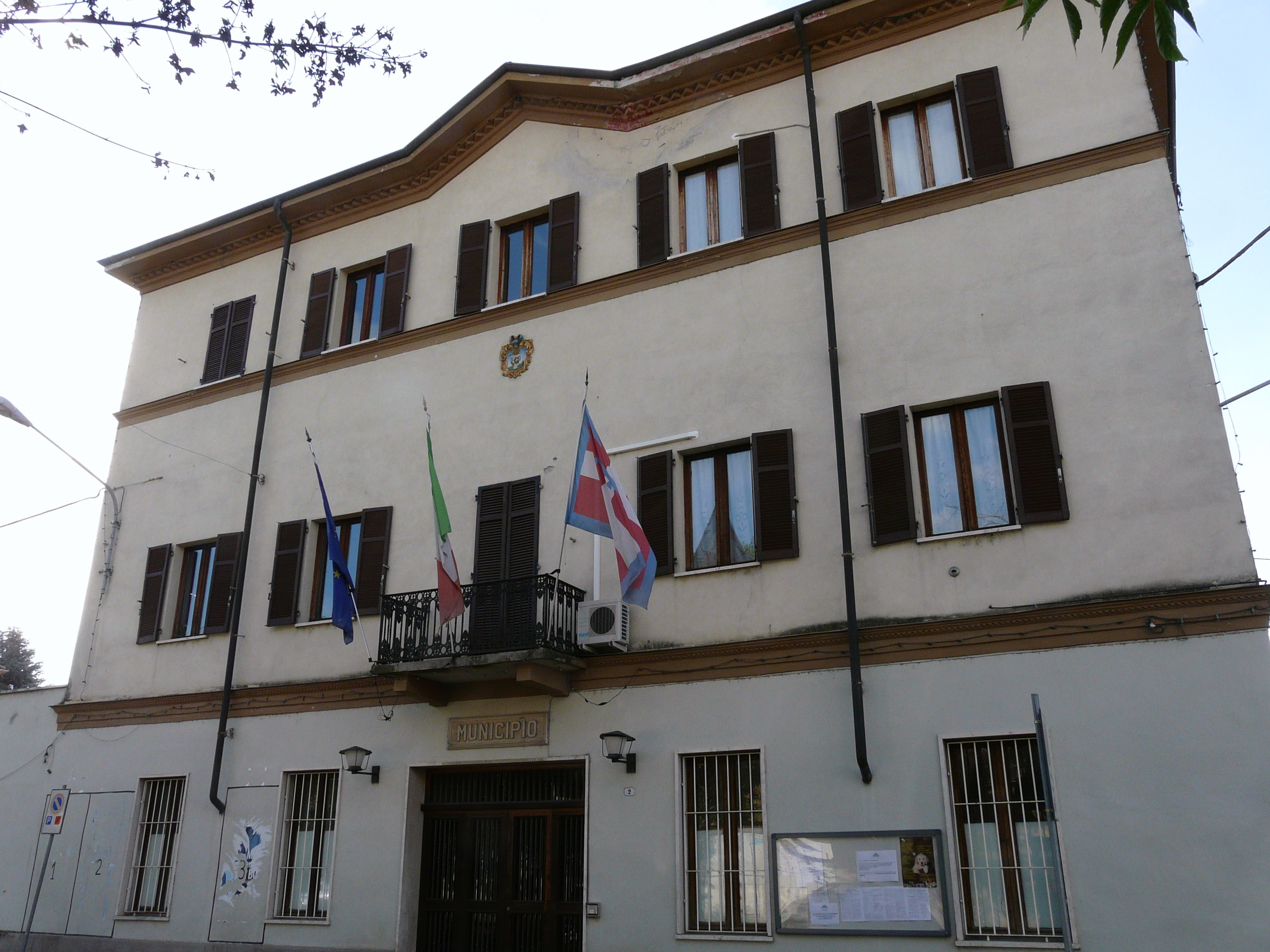
Municipio
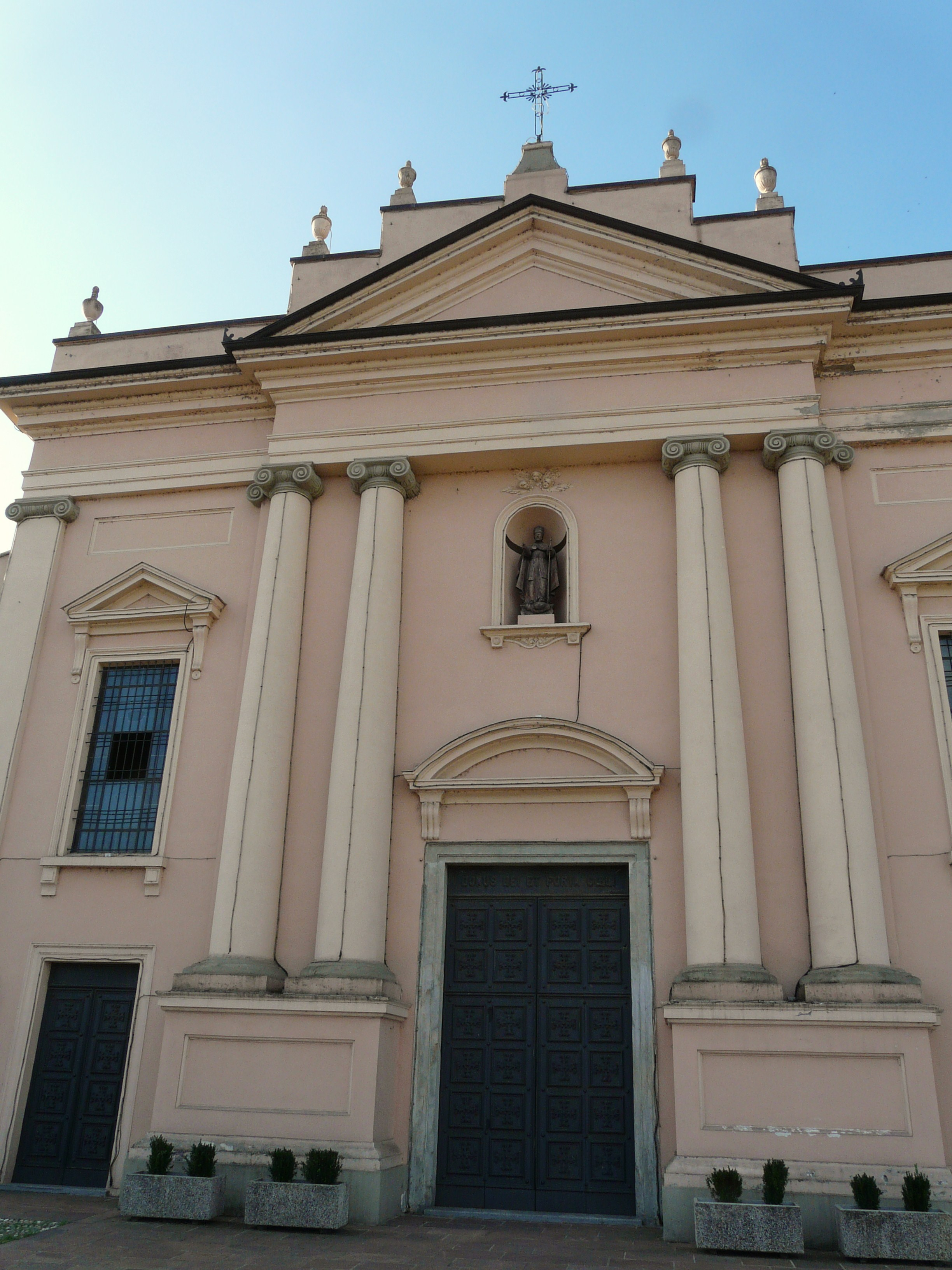
Chiesa di San Felice
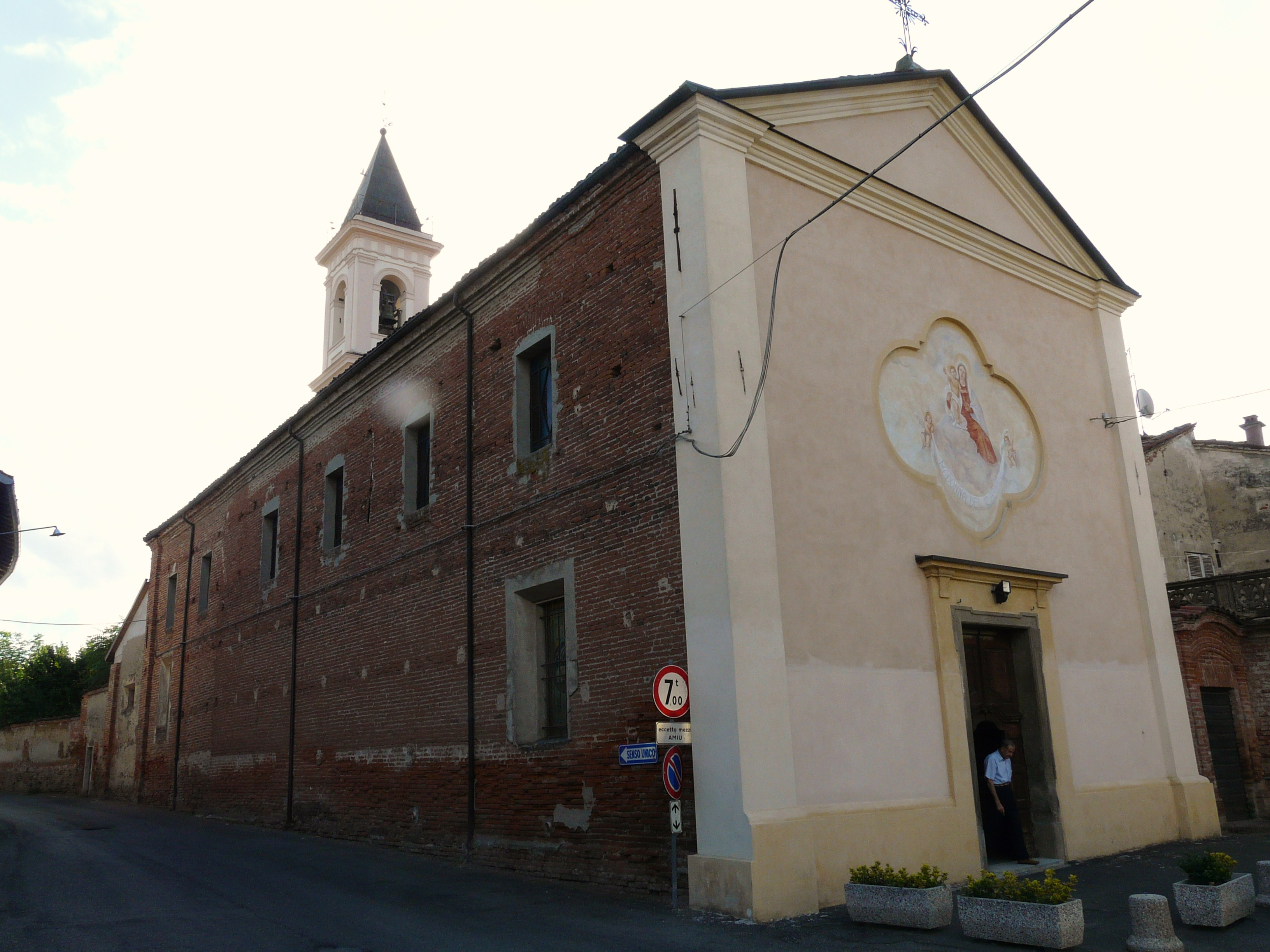
Oratorio della Madonna del Carmine